# Hagafell (berg i Island, Suðurland, lat 64,50, long -20,35)
Hagafell är ett berg i republiken Island. Det ligger i regionen Suðurland, 80 km nordost om huvudstaden Reykjavík. Toppen på Hagafell är 745 meter över havet.
Trakten runt Hagafell är nära nog obefolkad, med mindre än två invånare per kvadratkilometer. Det finns inga samhällen i närheten. Trakten runt Hagafell består i huvudsak av gräsmarker.